# تنغن (مدينة)
تنغن ألمانيا (بالألمانية: Tengen, Germany) هي مدينة وبلدة ألمانية تقع في ألمانيا في كونستانس (قضاء). يقدر عدد سكانها بـ 4,742 نسمة .